# Đurđevo (okręg szumadijski)
Đurđevo (cyr. Ђурђево) – wieś w Serbii, w okręgu szumadijskim, w gminie Rača. W 2011 roku liczyła 549 mieszkańców.